# Олуја
„Олуја“ (на сръбски: Буря) – песен на младата черногорска изпълнителка Яна Миркович, с която ще представя страната си на Конкурса за детска песен на Евровизия 2015, който ще се проведе на 21 ноември в София, България.
Музиката на песента е написана от Мисрад Шерхатлич, а текстът е на Бобан Новович, който вече е участвал на Евровизия от страна на Сърбия, аранжирайки песента „Молитва“ на Мария Шерифович, която печели конкурса през 2007.